# 起司麵疙瘩

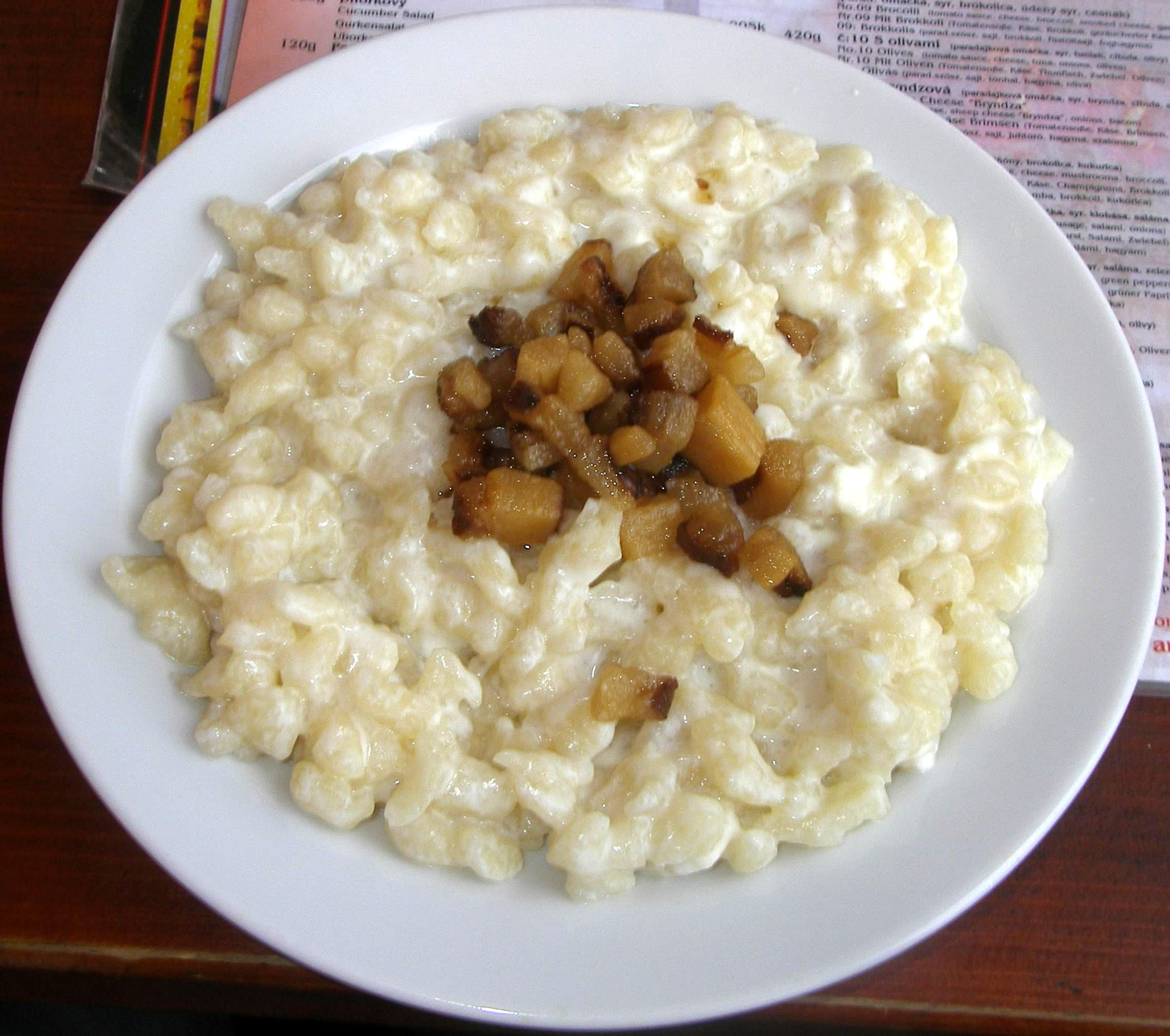
羊起司面疙瘩

起司面疙瘩（haluska or nokedli）形式较多（可以是面条或者饺子的形状）、质地厚软，是斯洛伐克和捷克东部的莫拉维亚的传统食物，现今盛行于欧洲中部和东部。

## 准备工作

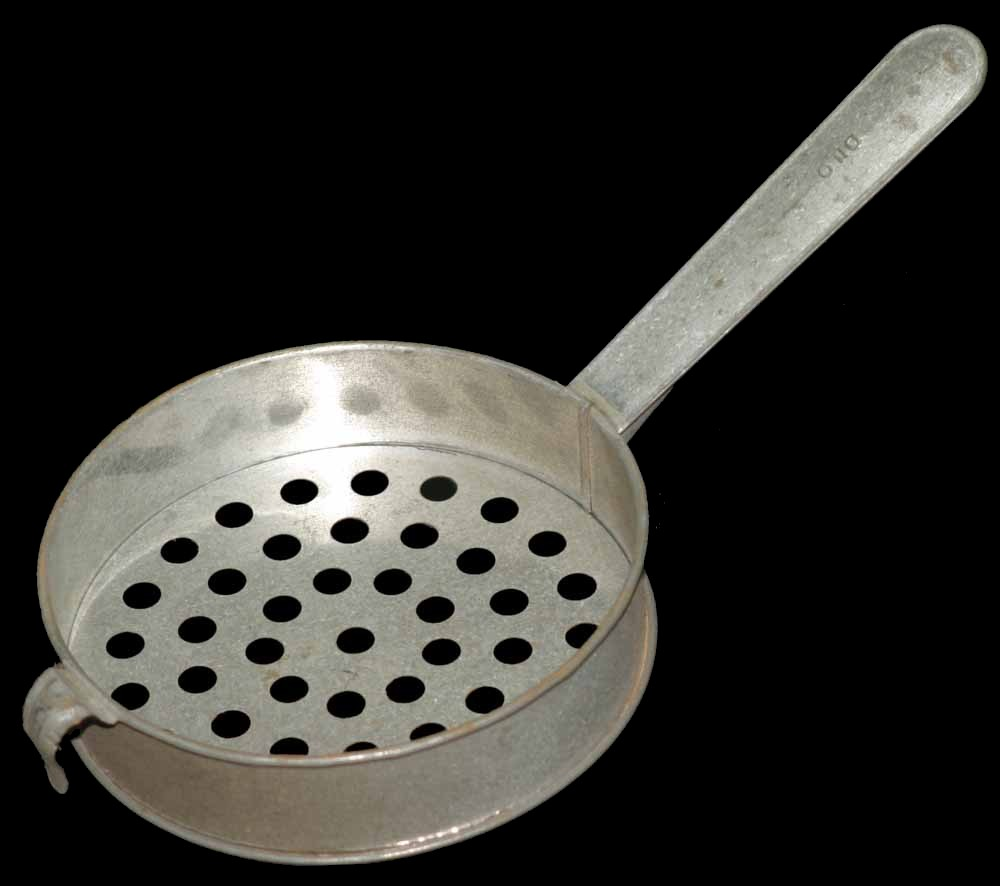
制作面疙瘩用的筛子

手工制作是在木板上放置一层薄薄的面团，然后将其切碎成小块沸水下锅；有条件还可以使用一种专门制作起司面疙瘩的多孔筛子，上面的小孔可以自动将面团分割成二至三厘米的小面疙瘩，并在切落后直接落入锅中煮熟。虽然每个地区的做法各有不同，但是基本步骤是相通的：首先将水加入适量面粉中和成面糊，接着加入磨碎的土豆（有时也加入鸡蛋）并糅合至成型的面团。煮熟以后，再拌上各种配料，如芝士、肉、黄油、卷心菜、洋葱等。

## 菜式
羊起司面疙瘩源于斯洛伐克和捷克东部的莫拉维亚，与同样源于斯洛伐克的传统食物酸菜培根（Strapačky）大同小异，只不过酸菜培根用的是酸菜而不是羊奶酪。起司面疙瘩在匈牙利普遍呈饺子的形状，常与匈牙利汤一起食用；而在美国则呈面条状，且面条里加入了鸡蛋。有些美国人在此之上还会加入切碎的卷心菜，这是由于现有的斯拉夫与日耳曼的移民者通常难以找到与羊奶酪（bryndza）近似的食材，于是便用廉价且常见的卷心菜作为了替代品。